# 石岩头组
石岩头组是分布于滇东地区的岩石地层单位，自1980年罗惠麟创立的筇竹寺组八道湾段提升而来（由于八道湾段一名与新疆乌鲁木齐附近侏罗系的“八道湾组“重名，后改称石岩头段），层型剖面位于晋宁梅树村八道湾沟西侧的石岩头附近。岩性以灰黑色粉砂岩为主，底部以一层含海绿石的结核状磷块岩夹薄层黏土岩与下伏渔户村组分界，上覆玉案山组。时间属梅树村期后期。本段一般厚50~70m，滇东地区由西向东、由南向北明显增厚。永善肖滩剖面厚达274米。
此组产丰富的小壳生物，称梅树村动物群。